# Бернхард фон Суплинбург
Бернхард фон Суплинбург (на немски: Bernhard von Supplingburg; * пр. 1043; † пр. 1069, доказан 1043 – 1062) е граф на Суплинбург и 1052 г. граф в Харцгау, Дерлингау и в Нордтюринггау (1031 – 1069). Той е дядо на император на Лотар III.

## Произход
Той е вторият син на граф Лиутгер фон Суплинбург († сл. 1031), 1013 граф, 1021 граф в Харцгау. Брат е на Лутер († сл. 1063), граф в Нордтюринггау и Дерлингау (1042 – 1062).

## Фамилия
Бернхард фон Суплинбург се жени за Ида фон Кверфурт, графиня в Нордтюрингенгау, дъщеря на граф Гебхард I фон Кверфурт († ок. 1017) и съпругата му фон Ветин, дъщеря на граф Бурхард IV в Хасегау († 982) и Емма фон Мерзебург (* 942).  Те имат два сина:
- Гебхард († 9 юни 1075 в битката при Хомбург на Унструт), 1052 граф в Харцгау, женен за Хедвиг фон Формбах, дъщеря на Фридрих фон Формбах и Гертруда фон Халденслебен. Той е баща на император Лотар III (1075 – 1137), от 8 юни 1133 г. император на Свещената Римска империя
- Дитмар († 1093), епископ на Халберщат (от 1 февруари 1089 до 16 февруари 1089)